# Manfred Schmidt (Comiczeichner)
Manfred Schmidt (* 15. April 1913 in Bad Harzburg; † 28. Juli 1999 in Ambach am Starnberger See) war ein Comiczeichner und humoristischer Reiseschriftsteller. Bekannt wurde er durch seine Comicfigur Nick Knatterton.

## Leben
Manfred Schmidt wuchs in Bremen auf. Als er 14 Jahre alt war, wurden seine ersten Comics in den Bremer Nachrichten und in der Weser-Zeitung veröffentlicht. Im gleichen Alter spielte er Saxophon und Banjo in der Jazz-Band „The Great Eight“. 1931 legte er am Neuen Gymnasium das Abitur ab und beschloss, in der Filmwirtschaft tätig zu werden, fand dies aber wenig ergiebig. Er studierte an der Staatlichen Kunstgewerbeschule Bremen und arbeitete dann für den Ullstein Verlag als Pressezeichner. 1933 zog er nach Berlin, um Filmregisseur zu werden, erhielt allerdings nur eine Anstellung als Kameralehrling. Als Karikaturist war er bald bekannt. Anfang des Zweiten Weltkriegs zeichnete er für die vom Reichspropagandaministerium kontrollierte Deutsche Zeichenfilm GmbH. Mit der Anstellung versuchte er der Einberufung zur Wehrmacht zu entkommen, da die Filmgesellschaft für das Nazi-Regime von großer Bedeutung war. 1942 wurde er doch zum Kriegsdienst eingezogen und war als Militärkartograf tätig. An der Front wurde er nie eingesetzt, stattdessen war er Angehöriger einer Propagandakompanie der Waffen-SS bzw. der Wehrmacht. Gegen Ende des Kriegs zeichnete er wieder Witze für die Armeezeitung Panzer Voran sowie für Propagandaflugblätter, mit denen die Moral der in Europa gelandeten US-Truppen untergraben werden sollte.
In der Nachkriegszeit war er zunächst in der Redaktion der bei Rowohlt erscheinenden und von Erich Kästner herausgegebenen pazifistischen Zeitschrift Pinguin beschäftigt. Nachdem Schmidt die Superman-Comics kennengelernt hatte, beschloss er, eine Parodie auf diese von ihm als primitiv und stumpfsinnig empfundene Erzählform zu fertigen: Nick Knatterton, eine Detektivgeschichte im Comicformat, entstand ab 1950 für die Illustrierte Quick. Als Vorlage für den Detektiv diente ihm nach eigener Aussage die Verkörperung des Sherlock Holmes durch Hans Albers. Eine weitere wichtige Inspirationsquelle war der Romanheld Nat Pinkerton aus den 1920er Jahren, dessen Romane Schmidt in seiner Jugend gelesen hatte. Allerdings erschien eine erste Variante schon 1935 in der Zeitung Die grüne Post unter dem Titel Der Hilferuf der Maud O'Key. In der Kriminalgeschichte agierte bereits ein Detektiv namens Nick Knatterton; daher werden die Superman- und Hans-Albers-Erklärungen eher humorvolle Verklärungen sein. Nick Knatterton wurde sehr erfolgreich und in Schmidts eigenem Zeichentrickfilmstudio verfilmt.
Die Anforderungen der wöchentlichen Serienproduktion überforderten ihn jedoch zunehmend, so dass er Knatterton in den Geschichten 1959 sterben oder heiraten lassen wollte, doch der Aufschrei unter den Lesern verhinderte dies ein ums andere Mal. Die fortdauernde seelische Belastung mündete in eine Schreibblockade, die auch ein hinzugezogener Psychiater nicht lösen konnte. Schließlich beendete Schmidt die Knatterton-Serie und arbeitete von da an als Reisejournalist für die Quick. Von 1957 bis 1961 schrieb er zudem mit seinem Freund und Kollegen Loriot für die Illustrierte die Kolumne Der ganz offene Brief. Eine Cartoon-Figur im typischen Loriot-Stil hat einen Cameo-Auftritt in drei aufeinander folgenden Panels der Knatterton-Geschichte Das Geheimnis der Superbiene. „Sie sind hier im ganz falschen Buch“, sagt Nick Knatterton zu der Figur.
In den Folgejahren schuf Schmidt weitere Comicserien und Trickfilme mit ironischem Unterton für das Deutsche Fernsehen. Auch entwarf er Werbespots und verfasste mehrere Reisebücher. So verfilmte Schmidt in seinem Studio Motive aus der Comicserie Nick Knatterton in den Jahren 1978 bis 1980 als Zeichentrick; die deutsche Erstausstrahlung erfolgte am 17. April 1978 in der ARD, was der Comic-Serie nochmals große Popularität verschaffte. Ab 1983 lief noch für ein paar Jahre im regionalen Vorabendprogramm der ARD Schmidts Sendung Galerie der Comics (als Nachfolgesendung von Schmidts thematisch ähnlich gelagerter TV-Serie Strichweise heiter). Die von Schmidt moderierte Sendung stellte thematisch sortiert bekannte Comic-Figuren aus Literatur und Trickfilm vor.
Politisch war Schmidt links eingestellt; er bezeichnete sich als „Edelkommunisten“ und sah in der DDR ein Gegenmodell zur Bundesrepublik.

## Stil
Schmidts Comics und Reiseberichte sind stets humoristisch und von einer heiteren, manchmal ironischen Naivität gekennzeichnet.
Zitat 
- „Wenn der Computer wirklich alles kann, dann kann er mich mal kreuzweise.“

## Auszeichnungen
- 1973: Pfeifenraucher des Jahres

## Werke
- Wir beginnen das Wunschkonzert für die Wehrmacht. Nibelungen-Verlag 1940 (Buchschmuck und Einband Manfred Schmidt)
- Lachendes Feldgrau. Humorvolle Kriegsgeschichten. gemeinsam mit Hans Reimann und Hans Riebau, Bremen, Henry Burmeister Verlag 1941[7]
- Bilderbuch für Überlebende. Mit einer Vorrede von Werner Finck, 1947
- Bände und Episoden der „Nick Knatterton“-Reihe

### Reiseberichte
- Hab Sonne im Koffer. Stalling, Oldenburg 1961
- ... und begibt sich weiter fort. Stalling, Oldenburg 1962
- 12mal hin und zurück. Stalling, Oldenburg 1963
- Zwischen Dur und Müll. Stalling, Oldenburg 1964
- Weiteres Heiteres. Stalling, Oldenburg 1965
- Der Reiselustwecker. Stalling, Oldenburg 1967
- Manfred Schmidts Reise-ABC. Stalling, Oldenburg 1969
- Alles Gute von Manfred Schmidt. Stalling, Oldenburg 1970

### Zusammenstellungen
- Mit Frau Meier in die Wüste, 1967
- Frau Meier reist weiter, 1968
- Das Beste von Manfred Schmidt, 1968
- Mit spitzer Feder durch die Welt, 1978
- Das schnellste Hotel der Welt (Verschmidtste Geschichten), 1983
- Heitere Geschichten, 1984
- Auf Kreuzfahrt mit Frau Meier, 1991
- Nick Knatterton: Alle aufregenden Abenteuer des berühmten Meisterdetektivs, 2007
- Reisereportagen, 2013

## Ausstellungen
- 18. Januar – 22. März 1998: Kombiniere... Manfred Schmidt – ein Humorist mit Hintergedanken. Wilhelm-Busch-Museum Hannover,
- 13. Januar – 21. April 2013: Nick Knatterton und andere Abenteuer – Manfred Schmidt zum 100. Geburtstag, im Wilhelm Busch – Deutsches Museum für Karikatur und Zeichenkunst in Hannover[8]
- 14. – 28. April 2013: Ausstellung aus Anlass des 100. Geburtstages von Manfred Schmidt. Bad Harzburg, Saalbau[9]

- 23. Mai – 16. August 2015: Kombiniere! Nick Knatterton & Co. – Zeichnungen von Manfred Schmidt, in der Villa Dessauer in  Bamberg[10]